# Dabgram
Dabgram är en ort (census town) i delstaten Västbengalen i Indien, och tillhör distriktet Jalpaiguri. Den är en förort till Siliguri och hade 119 040 invånare vid folkräkningen 2011.